# Lanzia novae-zelandiae
Lanzia novae-zelandiae är en svampart som först beskrevs av Dennis, och fick sitt nu gällande namn av J.A. Simpson & Grgur. 2003. Lanzia novae-zelandiae ingår i släktet Lanzia och familjen Rutstroemiaceae.   Inga underarter finns listade i Catalogue of Life.